# Sloanea meianthera
Sloanea meianthera är en tvåhjärtbladig växtart som beskrevs av John Donnell Smith. Sloanea meianthera ingår i släktet Sloanea och familjen Elaeocarpaceae. Inga underarter finns listade i Catalogue of Life.